# I Can Make It With You
"I Can Make It With You" er en komposition skrevet af den amerikanske folktrio Pozo-Seco Singers, og udgivet på Columbia Records i 1966. Komposition blev også indspillet af The Baronets i februar 1967, og udgivet som single i foråret samme år.